# Convent of Mercy (Elgin)

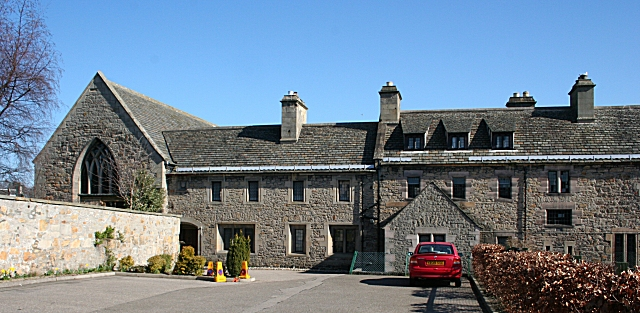
Convent of Mercy

Der Convent of Mercy ist ein Kloster in der schottischen Kleinstadt Elgin in der Council Area Moray. 1971 wurde das Bauwerk in die schottischen Denkmallisten in der höchsten Denkmalkategorie A aufgenommen. Die zugehörige Klosterkapelle ist separat als Kategorie-A-Bauwerk klassifiziert.

## Geschichte
Der heutige Komplex wurde 1479 als Kloster der Franziskaner errichtet. Als Folge der schottischen Reformation wurde das Kloster 1560 aufgelöst und fiel der schottischen Krone zu. Gegen Ende des Jahrhunderts wurden die Gebäude als Justizgebäude und als Handelsplatz genutzt. Als Provost von Elgin nutzten William King und seine Nachfahren das ehemalige Kloster ab 1684 als Herrenhaus.
Um 1800 wurde das Gebäude aufgegeben und verfiel infolge des Leerstands. 1818 geriet es in den Besitz der Stewarts, die es an Leslie of Kinninvie übertrugen. Dieser verkaufte die Ruinen 1891 an die lokale Gemeinschaft der Sisters of Mercy. Diese nutzten bis zu diesem Zeitpunkt eine räumliche inadäquate Marienkirche, die heute nicht mehr erhalten ist. Da ihnen die finanziellen Mittel zum Wiederaufbau fehlten, kaufte John Patrick Crichton-Stuart, 3. Marquess of Bute 1895 die Ruinen. Er betraute John Kinross mit der Restaurierung der Gebäude. Um einen möglichst originalgetreuen Wiederaufbau zu ermöglichen, besuchte dieser zunächst verschiedene franziskanische Einrichtungen und orientierte sich dann im Wesentlichen am King’s College in Aberdeen.
Nach dem Tod Crichton-Stuarts übernahm dessen dritter Sohn Lord Colum die Arbeiten. Zusammen mit Kinross wurde die Restaurierung bis 1908 abgeschlossen und das Gebäude den Sisters of Mercy übergeben. Sie nutzten das Kloster bis 2010. Nach ihrem Weggang bot der Bischof von Aberdeen das Kloster den US-amerikanischen Dominikanischen Schwestern von St. Cecilia an, die es seit 2013 nutzen.

## Beschreibung
Das Convent of Mercy steht an der Greyfriars Street im Zentrum Elgins. Der Komplex weist einen H-förmigen Grundriss mit einem sich an der Südseite fortsetzenden U-förmigen Gebäudeteil auf. Sein Mauerwerk besteht aus Bruchstein mit Natursteineinfassungen. Die Dächer mit ihren drei Gauben sind mit Schiefer aus Caithness eingedeckt.
Mauerwerk und Dach der Kapelle sind analog dem Kloster ausgeführt. In den Ostgiebel ist ein weites Maßwerk eingelassen.